# Kot Abdul Malik
Kot Abdul Malik es una localidad de Pakistán, en la provincia de Punyab.

## Demografía
Según estimación 2010 contaba con 57.149 habitantes.